# Wierzbie (gmina)
Wierzbie – dawna gmina wiejska istniejąca w latach 1867–1882 w guberni warszawskiej. Siedzibą władz gminy było Wierzbie.
Gmina zbiorowa Wierzbie powstała w związku z reformą administracyjną Królestwa Polskiego w 1867 roku. W latach 1867–1871 Należała do powiatu radziejowskiego, a 1871–1882 do nieszawskiego w guberni warszawskiej.
Gmina obejmowała miejscowości: Belny (Belno), Brzezie, Buslerowo, Dębowiec, Drzewiec, Gałeckie, Goczki Polskie, Janowo, Józefowo, Marcinkowo, Marcjanki, Mąkoszyn, Mniszki, Ośno Dolne, Ośno Górne, Ośno Podleśne, Olszewo, Podryń, Przedworszczyzna, Ryna, Sompolinek, Sowa, Synogać (Sinogać), Szczerkowo, Wierzbie, Władysławowo, Wola Cesarska i Wymysłowo. Gmina miała nieforemny kształt, składający się z dwóch głównych połaci (centralnej w rejonie Wierzbia i wschodniej w rejonie Mąkoszyna), połączonych wąskim przegubem w rejonie Goczek Polskich. Połacie te rozpierało terytorium gminy Lubotyń w powiecie kolskim guberni kaliskiej (okolice Zarynia i Zamościa). Zachodnią część gminy (rejon Wymysłowa aż po Mniszki) oddzielała od centralnej części półenklawa gminy Boguszyce (ze Spólnikiem i Warszewką) w tymże powiecie.
W 1882 roku gmina została zniesiona, a jej obszar włączono inicjalnie do gminy Sompolno w powiecie kolskim w guberni kaliskiej (gmina miała ekstremalnie południowe położenie względem powiatu), lecz już wkrótce obszar ten włączono do gminy Boguszyce w powiecie nieszawskim w guberni warszawskiej.